# Zarah 47
Zarah 47 (oder auch: Wollt ihr das totale Lied, Nach mir ist man süchtig, Zarah siebenundvierzig) ist ein Theaterstück von Peter  Lund, das den Untertitel Das totale Lied trägt und vom Autor in der Verlagsfassung mit der zusätzlichen Zeile Musical Solo für eine Darstellerin versehen wurde. Es wurde 1992 von Margarete Steinhäuser im Theater Greifswald uraufgeführt (Regie: der Autor) und wird seither deutschlandweit nachgespielt. Die Aufführungsrechte liegen beim LITAG Verlag.

## Vorgeschichte
Als die schwedische Sängerin Zarah Leander 1936 von Max Hansen nach Wien geholt wird, um dort in der Operette Axel an der Himmelstür die weibliche Hauptrolle zu übernehmen, ist die rothaarige Kontra-Altistin in Schweden seit sechs Jahren die unangefochtene Königin der Revuebühnen und Schallplattenverkäufe, hat bereits zwei Kinder und einen zweiten Ehemann, den Sohn des Stockholmer Opern-Intendanten Forsell.
Als sie während der Wiener Aufführungsserie tagsüber den Film Premiere dreht, gelangen die Aufnahmen in die Hände der großen Produktionsgesellschaften und lösen ein Bietergefecht aus. Die schulpflichtigen Kinder in Schweden sind schließlich der Grund, sich gegen Hollywood und für die nahegelegene UFA zu entscheiden.
Für ein fürstliches Honorar lässt sich Zarah Leander in den folgenden sechs Jahren von der UFA in zehn Filmen als verruchte Lebedame mit Herz einsetzen. Die Filme sind Kassenknüller auf dem europäischen Kontinent.
Zwischen den Dreharbeiten und Werbetourneen fährt sie stets in ihre Heimat Schweden zurück, wo sie sich das – südlich von Stockholm auf einer Insel in den Schären gelegene – Landgut Lönö gekauft hat.
Als der Krieg 1942 mit dem Russlandfeldzug eine bedrohliche Dimension annimmt, entscheidet sie sich, ihren Vertrag mit der UFA baldmöglichst zu beenden und wieder in Schweden zu arbeiten.
Nach Abschluss der Dreharbeiten zu Damals im Herbst 1942 lehnt sie alle angebotenen Drehbücher unter Vorwänden ab und überführt einen Großteil ihrer Möbel nach Schweden.
Als Anfang 1943, in den Tagen der Premiere von Damals, ihre neue Berliner Villa von alliierten Bombern getroffen wird, kehrt sie endgültig nach Lönö zurück und zögert alle Verhandlungen über neue Filme soweit hinaus, bis auch die letzte vertragliche Option der UFA im Sommer 1943 ohne Ergebnis ausgelaufen ist. Jetzt wäre sie vertraglich frei.
Nun aber wenden sich die schwedischen Veranstalter und Journalisten gegen "die Nazisirene" und verhindern jegliches Engagement. Zarah Leander bleibt nichts anderes übrig, als sich über das Kriegsende hinaus vier Jahre lang in ihr Gutshaus zurückzuziehen und sich um Landwirtschaft, Fischerei und die zahlreich eintreffenden Flüchtlinge zu kümmern.

## Handlung
An ihrem vierzigsten Geburtstag am 15. März 1947 sitzt Zarah Leander allein im Wohnzimmer ihres Landgutes und erwartet, nachdem keine Glückwunschbriefe, sondern nur Rechnungen eingetroffen sind, auf Besucher oder wenigstens Anrufer, für die sie sich am Telefon eine kleine Liste bereitgelegt hat. Als aber nichts passiert, lässt sie ihr Leben bis dahin Revue passieren und gießt sich vierzig Gläser Schnaps ein, für jedes Jahr eines.
So erinnert sie sich an die Treffen mit Joseph Goebbels, Hitler, Detlef Sierck, Carl Froelich und Heinrich George, der ihr als Geist erscheint und findet im Laufe des Stückes Gelegenheit, mehr als ein Dutzend ihrer Lieder, teilweise oder ganz zu singen. Am Ende kommt ein erlösender Anruf, der ihr den Weg zu ihrer Nachkriegskarriere öffnet.
Ein kleiner Epilog zeigt die Leander an einem späteren Punkt ihrer Karriere, wo sie sich der Presse gegenüber rechtfertigt, warum sie nach Abschiedstourneen wieder und wieder auftritt, und das sogar bei Kaffeefahrten.
Das Stück hat einen Textanteil von ca. 3/4 der ungefähren Spieldauer von ca. 90 Minuten.

## Liste der Lieder (alphabetisch)
- Davon geht die Welt nicht unter (Jary /Balz)
- Der Wind hat mir ein Lied erzählt (Brühne /Balz)
- Drei Sterne sah ich scheinen (Mackeben /Brennert)
- Eine Frau wird erst schön durch die Liebe (Mackeben /Gesell)
- Einen wie dich könnt ich lieben (Brühne/ Balz)
- Er heißt Waldemar (Jary/ Balz)
- Ich bin eine Frau, die weiß, was sie will (Straus)
- Ich hab eine tiefe Sehnsucht nach dir (Benatzky)
- Ich steh im Regen (Benatzky)
- Ich weiß, es wird einmal ein Wunder gescheh’n (Jary/Balz)
- Kann denn Liebe Sünde sein (Brühne /Balz)
- Merci mon ami (Fenyes /Schachner)
- Sag mir nicht Adieu (Fenyes /Amberg)
- Tapfere kleine Soldatenfrau (Sträßer)
- Warum soll eine Frau kein Verhältnis haben? (Straus /Grünwald)
- Wenn der Herrgott will (Jary /Schwabach)
- Yes sir (Benatzky)

## Berühmte Inszenierungen
- KAMA-Theater, Berlin, Premiere: 13. Januar 1993 mit Katja Nottke, Regie: Peter Lund

## Letzte Inszenierungen im deutschsprachigen Raum
- Zarah 47 – Das totale Lied, Theater Bilitz Frauenfeld, Regie: Helmut Vogel, Schweizer Erstaufführung: 5. Mai 2006[2]
- Zarah 47, Wuppertaler Bühnen, Wuppertal, Regie: Edda Klepp, Spielplan 2008/2009[3]
- Nach mir ist man süchtig – Zarah 47, Komödie am Park, Herne, Regie: Gert Kamps, Spielplan 2009 /2010[4]
- Zarah 47, Forum Theater Stuttgart, Regie: Maarten Güppertz, Spielplan 2009 /2010[5]
- Zarah 47 – Das totale Lied, Theater Carambolage Bozen, Regie: Torsten Schilling, Spielplan 2009 /2010[6]
- Zarah 47, Thüringer Landestheater Eisenach, Regie: Gabriel Diaz, Spielzeit 2009 /2010[7]
- Zarah 47 – Wollt ihr das totale Lied?, Off-Broadway Musical-Theater München, Premiere: 3. März 2010, Regie: Silvia Armbruster, musikalische Leitung: Wolfgang Hammerschmid[8]
- Zarah siebenundvierzig, Theater O-TonArt Berlin, Premiere: 15. März 2010, Regie: Alexander Katt, musikalische Leitung: Volker Sondershausen[9]
- Zarah 47, Kleines Theater Bad Godesberg, Karin Pagmar (Zarah), Spielplan 2012/13[10]
- Zarah 47 – Wollt ihr das totale Lied, Theater Felina-Areal, 2014, Regie: Monika Wieder, mit Sarah Gros NF.[11]
- Zarah 47, Kulturwerk Theater Eisleben, Premiere: 24. Oktober, Regie: Ulrich Fischer, Gesang: Annette Baldin (Zarah), Spielzeit 2015
- Zarah 47. Das totale Lied, Landesbühne Niedersachsen Nord, Wilhelmshaven, Premiere: 26. August 2023, Regie: Hans-Jürgen Osmers, Caroline Wybranietz (Zarah), Spielzeit 2023/24[12]